# Qu'est-il arrivé à Bette Davis et Joan Crawford ?

Qu’est-il arrivé à Bette Davis et Joan Crawford ? est une pièce de théâtre de Jean Marbœuf, mise en scène Didier Long au Théâtre des Bouffes-Parisiens et au Théâtre du Chêne Noir en 2008. 

## Argument
Face à face de deux stars hollywoodiennes, Bette Davis et Joan Crawford, sous forme de correspondance fictive relatant anecdotes et faits réels et la guerre que se sont menée ces deux monstres sacrés sur le plateau de Qu'est-il arrivé à Baby Jane ?, réalisé par Robert Aldrich.

## Fiche technique
- Auteur : Jean Marbœuf
- Mise en scène : Didier Long
- Décors : Jean-Michel Brunel
- Lumières : Laurent Béal assisté de Cyril Brunel
- Costumes : Jean-Daniel Vuillermoz
- Musique : François Peyrony
- Thémes symphoniques : Roland Vincent
- Production : Lycoprod Productions
- Coréalisation Théâtre du Chêne Noir

## Distribution
- Séverine Vincent : Bette Davis
- Julie Marbœuf : Joan Crawford